# Les Misérables: Shoujo Cosette
Отверженные: Козетта (яп. レ・ミゼラブル 少女コゼット Рэ мидзэрабуру сё:дзё Кодзэтто, также Les Misérables: Girl Cosette) — аниме из серии «Театр мировых шедевров» студии Nippon Animation, снятый по роману Виктора Гюго «Отверженные». Это вторая аниме-адаптация романа (первая была выпущена в 1979 году Toei Animation под названием «История Жана Вальжана»). Сериал был создан после десятилетнего перерыва, последовавшего за выпуском «Бездомной девочки Реми».
Премьера состоялась в Японии на телеканале Fuji TV 7 января 2007 года. Аниме содержит 52 серии.

## Сюжет
В XIX веке во Франции, Козетта, маленькая девочка, путешествует вместе со своей матерью Фантиной, которая пытается найти работу и место, чтобы жить, но никто не хочет связываться с матерью-одиночкой. Фантине обещана хорошая работа в большом городе, и она временно оставляет Козетту под присмотром семьи Тенардье, которые обещали заботиться о ней за деньги. К сожалению, это была уловка, и Тенардье сделали из Козетты служанку. Когда мэр города, Жан Вальжан узнаёт, как Тенардье жестоки с Козеттой, он решает сделать что-нибудь для неё.

## Персонажи
- Козетта — дочь Фантины. Путешествует с Жаном Вальжаном. Не знает о смерти своей матери. До знакомства с Жаном жила в харчевне Тенардье.

Сэйю — Каори Надзука (Козетта в возрасте 3-х лет — Тамаки Мацумото).
- Жан Вальжан — мэр Монреаля-Приморского. Честный и добрый человек. Спас Козетту от Тенардье. Путешествует с ней.

Сэйю — Масаси Сугавара.
- Фантина — мама Козетты. В поисках работы оставила маленькую Козетту у Тенардье. Умерла.

Сэйю — Эмико Хагивара.
- Жавер — полицейский, антагонист. После исчезновения Жана временно стал мэром вместо него и отдал приказ привести Жана живым или мёртвым.

Сэйю — Такаси Мацуяма.
- Гаврош — сын месье Тенардье. Очень любит Козетту и защищает её от насмешек сестёр Тенардье.

Сэйю — Юмико Кобаяси.
- Месье Тенардье — владелец таверны «Сержант Ватерлоо». Хитрый и алчный человек. Иногда пьёт с посетителями таверны.

Сэйю — Масаси Ябэ.
- Мадам Тенардье — совладелица таверны. Постоянно избивала бедную Козетту. Вместе со своим мужем образовала союз «отвратительный и ужасный».

Сэйю — Мами Хорикоси.
- Эпонина и Азельма — дочери супругов Тенардье. Ненавидят Козетту и насмехаются над ней.

Сэйю — Юко Сасамото (Эпонина в возрасте 4-х лет — Юки Отомо) и Куруми Мамия соответственно.
- Алан — помощник Жана Вальжана. Добрый и честный. Не любит только Жавьера. Остался в городе.

Сэйю — Анри Кацу.